# Tollarp
Tollarp is een dorp in de Zweedse gemeente Kristianstad in de provincie Skåne. Het dorp heeft een oppervlakte van 373 hectare en een inwoneraantal van 3.284.

## Verkeer en vervoer
Bij de plaats loopt de E22.
De plaats had vroeger een station aan de Östra Skånes Järnvägar.